# Cœur d'encre (film, 2008)
Pour les articles homonymes, voir Cœur d'encre.
Pour plus de détails, voir Fiche technique et Distribution.
Cœur d’encre (Inkheart) est un film anglo-germano-américain de Iain Softley, sorti en 2008 et en France le 28 janvier 2009.
Ce film est l’adaptation du premier tome (Cœur d’encre) de la trilogie d'Encre (Tintenwelt), écrite par l'écrivaine allemande Cornelia Funke. Le second tome, Tintenblut (Sang d'encre), est sorti le 2 juillet 2009 en France et le troisième et dernier tome, Tintentot (Mort d’encre), en janvier 2010.
L'histoire du film se compose à travers un univers fantastique où réalité et imaginaire s'entremêlent. Le sujet, qui prône le pouvoir des mots, a pour mission de redonner le goût de la lecture aux jeunes spectateurs.

## Synopsis
Resa, Mortimer (alias Mo) et Meggie forment une famille heureuse, et sont férus de lecture. Mo possède cependant un don. En effet, lorsqu’il lit un livre à voix haute, les personnages et les objets issus de l'histoire prennent forme dans le monde réel. Mais ce pouvoir magique respecte le principe de l'échange-équivalent et lorsque quelque chose ou quelqu'un vient dans notre monde, quelque chose ou quelqu'un doit prendre sa place dans le livre.... Mo ignore qu'il détient ce pouvoir jusqu'à ce que Resa, sa femme,disparaisse dans le livre Cœur d'encre, laissant place à Capricorne, Basta et Doigt de poussière, respectivement des brigands et un saltimbanque aux pouvoirs magiques.
Des années plus tard, Meggie, qui était encore enfant et ne se souvient donc pas de cette terrible nuit, doit sans cesse voyager avec son père. En effet, celui-ci ne tient pas en place car il doit toujours fuir Capricorne et ses sbires. Il voyage également dans le but de tenter de mettre Cœur d’encre en sécurité et de tenter de faire revenir sa femme dans le monde réel.
Il retombe sur Doigt de poussière, qui lui demande de le renvoyer dans le livre afin qu'il retrouve sa femme et ses enfants. Malheureusement, Mo ne sait pas comment faire et a peur de perdre sa fille comme il a perdu sa femme... Il continue donc de s'enfuir avec Meggie et se réfugie chez un membre de la famille : Tante Elinor.

## Fiche technique
- Titre français : Cœur d’encre
- Titre original : Inkheart
- Réalisateur : Jane Clark (II)
- Scénario : David Lindsay-Abaire
- D’après l’œuvre de Cornelia Funke
- Production : New Line Cinema, U.S.A.
- Producteur : Iain Softley, Diana Pokorny, Cornelia Funke
- Producteur exécutif : Toby Emmerich, Mark Ordesky, Ileen Maisel, Andy Licht
- 1er assistant réalisateur : Tommy Gormley
- Directeur de la photographie : Roger Pratt
- Musique : Javier Navarrete
- Son : David Stephenson
- Montage : Martin Walsh
- Directeur artistique : Rod McLean, Stuart Rose
- Chef décorateur : John Beard
- Costumière : Verity Hawkes
- Coiffure et maquillage : Jenny Shircore
- Genre : fantastique, aventure
- Directeur de production : Angus More Gordon
- Durée : 107 minutes
- Budget : 60 millions $
- Pays de production :  Allemagne -  Royaume-Uni -  États-Unis
- Langue : anglais
- Dates de sortie :
  - France : 28 janvier 2009
  - Québec : 28 janvier 2009

## Distribution
- Brendan Fraser (VF : Jean-Pierre Michael / VQ : Daniel Picard) : Mortimer Folchart
- Paul Bettany (VF : Pierre-Arnaud Juin / VQ : Patrice Dubois) : Doigt de poussière
- Helen Mirren (VF : Evelyne Séléna / VQ : Madeleine Arsenault) : Elinor Loredan
- Jim Broadbent (VF : Guy Chapellier / VQ : Hubert Gagnon) : Fenoglio
- Andy Serkis (VF : Frédéric van den Driessche / VQ : Sébastien Dhavernas) : Capricorne
- Eliza Bennett (VF : Lisa Caruso / VQ : Charlotte Mondoux) : Meggie Folchart
- Rafi Gavron (VQ : Sébastien Reding) : Farid
- Sienna Guillory : Resa Folchart
- Richard Strange : Propriétaire de la librairie
- Matt King : Cockerell
- Steve Speirs (VQ : Louis-Philippe Dandenault) : Nez Aplati
- Jamie Foreman (VQ : Benoit Rousseau) : Basta
- Stephen Graham : Fulvio
- Mirabel O'Keefe : Meggie (bébé)
- John Thomson (en) : Darius
- Lesley Sharp : La Pie
- Tereza Srbova : Rapunzel
- Jennifer Connelly : Roxanne
- Roger Allam (VF : Emmanuel Jacomy) : Narrateur